# 김지나 (레이싱 모델)
김지나(1992년 4월 5일 ~ )는 대한민국의 레이싱 모델이다.

## 학력
- 한밭대학교 산업디자인 학사

## 경력

### 레이싱모델 경력
- 2018년 - 넥센타이어 스피드레이싱 레이싱모델 (KSR)
- 2018년 - 원챔피언쉽 라운드걸
- 2017년 - CJ대한통운 슈퍼레이스 챔피언십 쉐보레 레이싱팀 레이싱모델
- 2016년 - 메인텍 레이싱팀 전속모델
- 2015년 - J5 레이싱팀 전속모델
- 2014년 - 코리아 스피드 페스티벌 기아 레이싱모델
- 2014년 - 부산모터쇼 르노삼성 레이싱모델
- 2013년 - 미스디카 아웃도어 모터쇼 레이싱모델